# Bassus (guêpe)
Pour les articles homonymes, voir Bassus.
Basus, Microdes, Microdus
Genre
Synonymes
- Basus Hoffmann, 1804
- Microdes Cameron, 1899
- Microdus Nees, 1812

Bassus est un genre de guêpes parasitoïdes de la famille des Braconidae, dans la sous-famille des Agathidinae et la tribu des Agathidini.

## Systématique
Le genre Bassus a été créé en 1804 par Johann Christian Fabricius avec comme espèce type Ichneumon calculator Fabricius, 1798, rebaptisé Bassus  calculator (Fabricius, 1798).

### Synonymes
Le genre Bassus a pour synonyme :
- Basus Hoffmann, 1804
- Microdes Cameron, 1899
- Microdus Nees, 1812

Attention Ichneumon n'est un synonyme de ce genre mais un genre distinct, malgré le fait que l'espèce type Brassus calculator soit initialement déclarée Ichneumon calculator.

## Répartition
Ce genre a une distribution presque cosmopolite.

## Liste d'espèces
- Bassus abdominalis
- Bassus aciculatus
- Bassus acrobasidis
- Bassus agathoides
- Bassus albifasciatus (Watanabe, 1934)
- Bassus albipennis
- Bassus albobasalis van Achterberg & Long, 2010
- Bassus albozonatus van Achterberg & Long, 2010
- Bassus annulipes
- Bassus antefurcalis
- Bassus antigastrae
- Bassus arcuatus
- Bassus armeniacus
- Bassus arthurellus
- Bassus atripes
- Bassus babiyi
- Bassus bakeri
- Bassus barbieri
- Bassus belokobylskiji
- Bassus beyarslani
- Bassus binominatus
- Bassus bishopi
- Bassus brevicaudis
- Bassus brooksi
- Bassus bruesi
- Bassus brullei
- Bassus buttricki
- Bassus calculator
- Bassus californicus
- Bassus canaliculatus
- Bassus canariensis
- Bassus cancellatus
- Bassus chibcha
- Bassus choui
- Bassus cinctus
- Bassus cingulipes
- Bassus clausiellus
- Bassus clausthalianus
- Bassus coleophorae
- Bassus columbianus
- Bassus conspicuus
- Bassus coriarius
- Bassus cornutus
- Bassus crassicornis
- Bassus cryptophlebiae
- Bassus cupressi
- Bassus curticornis
- Bassus depressus
- Bassus difficilis
- Bassus dimidiator
- Bassus discolor
- Bassus epinotiae
- Bassus eriphyle
- Bassus fabiae
- Bassus festivoides
- Bassus filipalpis
- Bassus formosanus
- Bassus fortipes
- Bassus fujianicus
- Bassus glycinivorellae
- Bassus gracilis (Fullaway)
- Bassus gracilis (Sharkey)
- Bassus graecus
- Bassus helvenacus
- Bassus immaculatus
- Bassus incompletus
- Bassus infumatus
- Bassus inopinatae
- Bassus laevis
- Bassus lamelliger
- Bassus laticeps
- Bassus leucotretae
- Bassus lineaticollis
- Bassus linguarius
- Bassus lini
- Bassus liogaster
- Bassus lucidus
- Bassus macrocentroides
- Bassus macronura
- Bassus malivorellae
- Bassus mediator
- Bassus merkli
- Bassus mesoxantha
- Bassus mongolicus
- Bassus niger
- Bassus nigricoxus
- Bassus nigripes
- Bassus nigrisoma
- Bassus nigriventris
- Bassus ninanae
- Bassus nucicola
- Bassus nugax
- Bassus ochrosus
- Bassus parallelus
- Bassus peniculus
- Bassus perula
- Bassus petiolatus
- Bassus pilosus
- Bassus pini
- Bassus postfurcalis
- Bassus pulcher
- Bassus pumilus
- Bassus punctiventris
- Bassus quebecensis
- Bassus reductus
- Bassus relativus
- Bassus reticulatus
- Bassus ruficornis
- Bassus rufipes
- Bassus rufithorax
- Bassus rufus
- Bassus rugareolatus
- Bassus rugulosus
- Bassus sculptilis
- Bassus semiruber
- Bassus semistriatus
- Bassus seyrigi
- Bassus speciosicornis
- Bassus spinosus
- Bassus spiracularis
- Bassus stenoradialis
- Bassus strigatus
- Bassus striogranulatus
- Bassus sublevis
- Bassus subrasa
- Bassus sulcatus
- Bassus szepligetii
- Bassus tanycoleosus
- Bassus tegularis
- Bassus tenuiceps
- Bassus tergalis
- Bassus terminatus
- Bassus tobiasi
- Bassus tongmuensis
- Bassus transcaperatus
- Bassus transversus
- Bassus triangulus
- Bassus tricolor
- Bassus tsuifengensis
- Bassus tumidulus
- Bassus usitatus
- Bassus ussuriensis
- Bassus verticalis
- Bassus wufengensis
- Bassus zaykovi

## Espèces fossiles
- †Bassus filipalpis Théobald, 1937
- †Bassus juvenilis Brues, 1910
- †Bassus magnareola Belokobylskij, 2014
- †Bassus miocenicus Cockerell, 1927
- †Bassus quadrangularis Brues, 1933
- †Bassus velatus Brues, 1910

### Ouvrages ou articles
- Achterberg, C., van; Long, K.D. 2010 : « Revision of the Agathidinae (Hymenoptera, Braconidae) of Vietnam, with the description of forty-two new species and three new genera ». ZooKeys, vol. 54, p. 1-184, DOI 10.3897/zookeys.54.475.